# 阿爾泰 (紐約州)
阿爾泰（英語：Altay）是位於美國紐約州斯凱勒縣的非建制地區。

## 歷史
阿爾泰的郵局於1854年設立，其後於1914年停運。

## 地理
阿爾泰所處的海拔為高於海平面375米（即1230英呎），而該地所採用的時區為UTC-5，即北美东部时区（EST）。同時該地設有夏令時間，為UTC-5調快一小時，即UTC-4（EDT）。